# Нива-Космос
«Нива-Космос» — бывший украинский футбольный клуб из города Мироновка, Киевская область.

## История
Прежние названия: «Нива», «Нива-Борисфен».
В сезоне-1992/93 «Нива» стартует во третьей (переходной) лиге. Весной 1993 года «Нива» (Мироновка) и «Борисфен» (Борисполь) объединились в команду «Нива-Борисфен». По окончании сезона 1992/93 «Нива-Борисфен» осталась в переходной лиге, а её место во второй лиге следующего сезона (завоёванное по итогам сезона-1992/93 в переходной лиге) занял «Борисфен».
В первом круге переходной лиги сезона 1993/94 выступала команда под названием «Нива», представляя село Карапыши Мироновского района, а во втором круге переехала в Мироновку.
По итогам сезона-1994/95 «Нива» заняла второе место в третьей лиге и завоевала путёвку во вторую лигу. В середине сезона 1995/96 клуб сменил название на «Нива-Космос», занял итоговое шестое место.
Перед началом сезона 1996/97 «Нива-Космос» снялась с соревнований и прекратила существование.